# Il sacro male
Il sacro male (The Unholy) è un film del 2021 scritto e diretto da Evan Spiliotopoulos.
È basato sul romanzo Shrine dello scrittore britannico James Herbert.

## Trama
XIX secolo: una donna viene arsa viva seguendo un rituale apparentemente religioso; le viene apposta una strana maschera sul volto. Giorni nostri: Gerry Fenn è un giornalista caduto in disgrazia per aver creato delle fake news ad arte, lavora per un blog sul paranormale e viene chiamato da un contadino che crede che una sua vacca sia stata marchiata da una forza misteriosa. Tale storia non ha nulla su cui ricamare, tuttavia il giornalista rinviene sul posto anche una strana bambola che potrebbe fare al caso suo: la frantuma per costruire l'ennesima storia falsa. Quella sera, mentre guida ubriaco, l'uomo per poco non investe una ragazza che poi sviene ai piedi di un albero dopo aver pronunciato delle parole. Fenn la porta dunque alla casa canonica, scoprendo fra l'altro che la ragazza (il cui nome è Alice) è la nipote del parroco: viene convocata la dottoressa locale, che inizialmente si comporta in maniera ostile verso il giornalista ma comunque lo aiuta a trovare un posto in cui passare la notte.
Il giorno dopo, appena dopo la messa, la ragazza (sordomuta dalla nascita) inizia a parlare, affermando di aver visto la Madonna e di essere in comunicazione con lei. Fenn, il cui precedente "scoop" è sfumato a causa di un articolo simile apparso su un sito rivale, inizia a seguire la pista e prova a mettersi in contatto con il suo ex datore di lavoro, invano. La ragazza continua nel frattempo ad officiare miracoli, e sembra voler parlare solo con Fenn: l'uomo ottiene dal vescovo il ruolo di unico giornalista che può parlare con Alice, il tutto nonostante lo scetticismo del parroco ma anche del monsignore incaricato di indagare sulla veridicità dei miracoli. Il parroco teme che l'azione del divino possa attirare anche qualcosa di diabolico sul posto ed esegue così alcune indagini, attirando l'attenzione di una forza misteriosa che perseguita anche Fenn nei suoi incubi. Il giornalista nel frattempo crea un rapporto sempre più stretto con la dottoressa Natalie Gates.
Alice guarisce suo zio da una malattia che lo stava uccidendo proprio in quel momento, fra l'altro davanti agli occhi del monsignore incaricato di indagare: i miracoli vengono ufficializzati dalla chiesa e il luogo diventa un santuario, con tutte le conseguenze socioeconomiche connesse. Il parroco continua ciononostante a nutrire dei dubbi e, indagando, scopre che effettivamente quei miracoli potrebbero avere un'origine maligna. L'entità che appare ad Alice rivela allora la sua natura diabolica al prete, uccidendolo e facendo passare ciò per un suicidio; il vescovo, pur di non minare alla credibilità del santuario, nasconde l'accaduto facendo passare il suicidio per un incidente. L'entità che appare ad Alice inizia tuttavia a far nutrire dubbi anche a Fenn a causa del nervosismo dimostrato tramite la ragazza ogni qual volta ne si metta in dubbio l'opera. L'uomo inoltre si rende conto che gli incubi che lo perseguitano sono ambientati in luoghi locali che non avrebbe potuto conoscere.
Accedendo ai documenti consultati dal parroco, Fenn e Gates scoprono che la Maria che appare ad Alice è in realtà una strega dell'Ottocento nonché sua antenata, il cui scopo è quello di catalizzare la fede verso di lei per condannare le anime dei suoi adepti alla dannazione eterna. Il suo spirito era intrappolato nella bambola rotta da Fenn per costruire il suo falso articolo. L'entità cerca di metterli a tacere; allo stesso modo il vescovo, mosso da avidità, non crede alle loro parole e intima loro di desistere nelle ricerche. Il Monsignore, invece, crede al loro racconto e li salva da un attacco di Maria praticando un esorcismo: i tre devono tuttavia impedire che si celebri una funzione durante la quale l'entità reclamerà le anime dei fedeli attraverso Alice. Fenn rivela di aver rotto la bambola che rinchiudeva lo spirito di Maria, e così il monsignore cerca di ripetere il rito per rinchiuderla: Maria riesce tuttavia ad uccidere il religioso prima che possa farlo.
Fenn e Gates si precipitano allora nel mezzo della funzione religiosa, seguita da molti fedeli in presenza e da moltissimi in streaming. Fenn inizia ad affermare di aver inventato il caso per soldi, risultando credibile dal momento che tale esposizione mediatica gli aveva restituito il successo; Gates fa invece leva su Alice, spiegandole la vera natura di Maria. Il pubblico è molto dubbioso e veemente ma, quando Maria minaccia Alice, la ragazza capisce la verità e conferma la versione di Fenn. Maria scatena allora tutto il suo potere, annulla i miracoli e dà fuoco alla struttura: tutti scappano tranne Alice e Fenn, che lottano con lei. Quando Alice si frappone fra Fenn e l'entità, quest'ultima la colpisce a morte; ciò distrugge tuttavia anche Maria, che poteva vivere solo traendo energia dai suoi discendenti. Subito dopo un miracolo divino riporta in vita Alice, che non può più parlare ma potrà comunque tornare a vivere una vita serena. Fenn decide di smetterla con le truffe di stampo giornalistico; la dottoressa gli propone tuttavia di lavorare per un giornale locale.

## Produzione

### Pre-produzione
Il 3 dicembre 2018, Deadline ha reso noto che Screen Gems e Sam Raimi avrebbero prodotto Shrine, un adattamento cinematografico dell'omonimo romanzo horror di James Herbert, e che Evan Spiliotopoulos avrebbe scritto e diretto il film.

### Cast
Il 18 settembre 2019, Jeffrey Dean Morgan è entrato a far parte del cast del film. Il 12 novembre dello stesso anno, Jordana Brewster si è unita al cast del film, così come Katie Aselton (in sostituzione di Brewster), William Sadler, Diogo Morgado, Cricket Brown, Marina Mazepa, Christine Adams, Bates Wilder e Cary Elwes il 27 febbraio 2020.

### Riprese
Le riprese principali sono iniziate a Boston il 14 marzo 2020, prima di venire sospese a causa della pandemia di COVID-19.
Il budget del film è stato di 10 milioni di dollari.

## Promozione
Il trailer ufficiale è stato diffuso online l'11 marzo 2021, mentre quello italiano è stato pubblicato il 4 maggio seguente.

## Distribuzione
Il film è stato distribuito nelle sale cinematografiche statunitensi dalla Sony Pictures Entertainment a partire dal 2 aprile 2021. In Italia ha debuttato il 20 maggio 2021.
Alcune date di uscita internazionali del film sono state e saranno:
- 31 marzo 2021 in Indonesia e Spagna (Ruega por nosotros)
- 2 aprile in Canada (The Unholy), Stati Uniti (The Unholy) e Vietnam (Ấn Quỷ)
- 15 aprile in Australia (The Unholy) e Singapore
- 22 aprile in Messico (Ruega por nosotros) e Russia (Нечестивые)
- 6 maggio in Portogallo (Santuário Das Sombras)
- 7 maggio in Lituania (Nešventa)
- 17 maggio in Irlanda e Regno Unito (Shrine)
- 20 maggio in Argentina (Ruega por nosotros), Brasile (Rogai por Nós), Danimarca e Italia (Il sacro male)
- 17 giugno in Germania (The Unholy) e nei Paesi Bassi
- 23 giugno in Svezia
- 7 luglio in Francia (The Unholy)

### Divieti
La Motion Picture Association of America ha valutato il film come PG-13 (parents strongly cautioned: vietato ai minori di 13 anni non accompagnati dai genitori), mentre in Vietnam è stato vietato ai minori di 18 anni.

## Accoglienza

### Incassi
Nel giorno del debutto Il sacro male è stato proiettato in 1850 sale, incassando 1,2 milioni di dollari, e un totale di 3,2 milioni nel fine settimana, posizionandosi secondo al botteghino dietro a Godzilla vs. Kong. Nel secondo weekend, nonostante gli incassi siano diminuiti del 23%, si è classificato terzo al botteghino, con 2,4 milioni.
La pellicola ha incassato 15532137 $ negli Stati Uniti e 15300000 $ nel resto del mondo, di cui 313670 $ in Italia, per un totale di 30832137 $.

### Critica
Sull'aggregatore di recensioni Rotten Tomatoes il film ottiene il 27% delle recensioni professionali positive, con un voto medio di 4,8 su 10 basato su 51 critiche,  mentre su Metacritic ha un punteggio di 36 su 100 basato su 15 recensioni.